# Ana Gloria Moya
Ana Gloria Moya (1954 in San Miguel de Tucumán – 7. Oktober 2013 in Buenos Aires) war eine argentinische Schriftstellerin und Rechtsanwältin. Sie war insbesondere durch ihr historisches Werk Cielo de tambores (2002) bekannt, für das sie mit dem Premio Sor Juana Inés de la Cruz ausgezeichnet wurde.

## Leben
Ana Gloria Moya wurde als Tochter von Buchhändlern geboren und wuchs zunächst in Tucumán auf. Später lebte und arbeitete sie vor allem in Salta, wo sie als Rechtsanwältin und Pflichtverteidigerin tätig war. Neben ihrer juristischen Tätigkeit arbeitete sie als Dozentin und gab die Zeitschrift Libertad incondicional heraus, in der sie die Macht der Worte zur Überwindung gesellschaftlicher Barrieren betonte.
Ihre Begeisterung für Literatur entwickelte sich bereits früh und geprägt durch ihre familiäre Herkunft. Ihre literarische Laufbahn begann mit dem Erscheinen ihres ersten Buches Sangre tan caliente y otras pasiones. Im Jahr 1999 folgte der Erzählband La desmemoria.
Moya starb am 7. Oktober 2013 nach langer Krankheit im Alter von 63 Jahren in Buenos Aires.

## Wirken
Moyas literarisches Werk nimmt oftmals marginalisierte Sichtweisen ein. Ihre Texte widmen sich regelmäßig Themen wie Erinnerung, Identität, Ausgrenzung und sozialer Gerechtigkeit. Moya betonte wiederholt die universelle Bedeutung der Literatur jenseits geschlechtlicher Zuschreibungen, hob jedoch zugleich hervor, dass der weibliche Blickwinkel spezifische Qualitäten mit sich bringe, etwa eine detailreiche und poetische Wahrnehmung der Welt.
Besondere Aufmerksamkeit erhielt sie für das Werk Cielo de tambores (2002), welches die Geschichte von María Kumbá, einer Heldin zur Zeit der argentinischen Unabhängigkeitskriege, erzählt. Das Buch befasst sich mit der Geschichte der afrikanischstämmigen Bevölkerung Argentiniens und thematisiert die systematische Diskriminierung sowie das weitgehende Vergessen dieser Bevölkerungsgruppe. Für Cielo de tambores erhielt Moya 2002 den Premio Sor Juana Inés de la Cruz, einen bedeutenden lateinamerikanischen Literaturpreis für Frauen, der auf der Internationalen Buchmesse in Guadalajara verliehen wird. Der Preis beinhaltete neben einer kritischen Ausgabe ihres Buches durch die Universidad Católica de Salta auch die Übersetzung ins Englische durch den Verlag Curbstone Press.
Weitere wichtige Werke Moyas sind unter anderem Perder el paraíso, María Kumba und Semillas de papaya a la luz de la luna (2008).